# Volumu' la Maxim...ilian!!!
Volumu' la Maxim...ilian!!! este albumul de debut al rapperului român Maximilian. Concertul de lansare al albumului a avut loc pe 6 noiembrie în Club Gossip, iar lansarea oficială a acestuia pe 22 noiembrie, pe situl oficial al artistului.
Producția albumului a început în anul 2006; acesta conține cântece în colaborare cu artiști cunoscuți în muzica hip hop din România. Piesele care au beneficiat de videoclip sunt „P@#$% la volan” și „Volumu' la Maxim...ilian!!!”.
Pe Album are invitati foarte multi precum: WattDaFuck, DJ Swamp, Angeles, Hudinu, Guess Who, Cedry2k, JJ, ViLLy, FreakaDaDisk, Tranda, Grasu XXL, Spike, XXL & 10 Grei & Mario V

## Ordinea pieselor pe disc
| Nr. | Titlu                                                            | Lungime |  |
| 1.  | „Introit”                                                        |         |  |
| 2.  | „Ăsta e un jaf” (împreună cu WattDaFuck)                         |         |  |
| 3.  | „Volumu' la Maxim...ilian!!!”                                    |         |  |
| 4.  | „Nordului” (împreună cu Nicalai)                                 |         |  |
| 5.  | „Supererou' tău (la, la, la)”                                    |         |  |
| 6.  | „Dragoste nebună” (împreună cu Angeles)                          |         |  |
| 7.  | „Băieți răi, fete cuminți” (împreună cu Hudinu)                  |         |  |
| 8.  | „Vocile din capu' tău”                                           |         |  |
| 9.  | „Vorbești de parcă ai ști” (împreună cu Guess Who și Cedry2k)    |         |  |
| 10. | „Pornografic” (interludiu)                                       |         |  |
| 11. | „Pe lângă telefon” (împreună cu JJ și Villy)                     |         |  |
| 12. | „Viața ta nu bate filmu'” (împreună cu FDD și Tranda)            |         |  |
| 13. | „P@#$% la volan” (împreună cu Grasu XXL)                         |         |  |
| 14. | „Supererou' tău (la, la, la)” (remix; împreună cu Spike)         |         |  |
| 15. | „Da, frate” (bonus; împreună cu XXL și 10 Grei, Hudinu și Mario) |         |  |